# Europees kampioenschap voetbal mannen onder 17 - 2024
Het Europees kampioenschap voetbal mannen onder 17 van 2024 was de 40e editie van het UEFA-kampioenschap voetbal onder 17, een toernooi voor spelers onder de 17 jaar. Spelers moeten geboren zijn na 1 januari 2007 om deel te mogen nemen. Cyprus is het gastland op het toernooi, dat van 20 mei tot en met 5 juni 2024 plaatsvond. Italië werd kampioen van het toernooi, in de finale werd Portugal verslagen.

## Kwalificatie
De kwalificatie werd afgewerkt in twee delen. De kwalificatieronde werd gespeeld in de herfst van 2023 en de eliteronde in de lente van 2024.

### Gekwalificeerde landen
| Land       | Gekwalificeerd als          | Beste prestatie                                 |
| ---------- | --------------------------- | ----------------------------------------------- |
| Cyprus     | gastland1                   | debuut                                          |
| Frankrijk  | Eliteronde: winnaar groep 1 | Kampioen (2004, 2015, 2022)                     |
| Zweden     | Eliteronde: winnaar groep 2 | Halve finale (2013)                             |
| Italië     | Eliteronde: winnaar groep 3 | Tweede (2013, 2018, 2019)                       |
| Oekraïne   | Eliteronde: winnaar groep 4 | Groepsfase (2002, 2004, 2007, 2013, 2016, 2017) |
| Portugal   | Eliteronde: winnaar groep 5 | Kampioen (2003, 2016)                           |
| Denemarken | Eliteronde: winnaar groep 6 | Halve finale (2011)                             |
| Oostenrijk | Eliteronde: winnaar groep 7 | Derde (2003)                                    |
| Polen      | Eliteronde: winnaar groep 8 | Halve finale (2012, 2023)                       |
| Engeland   | Eliteronde: tweede groep 12 | Kampioen (2010, 2014)                           |
| Wales      | Eliteronde: tweede groep 22 | Groepsfase (2023)                               |
| Slowakije  | Eliteronde: tweede groep 42 | Halve finale (2013)                             |
| Kroatië    | Eliteronde: tweede groep 52 | Vierde (2005)                                   |
| Servië     | Eliteronde: tweede groep 62 | Halve finale (2022)                             |
| Spanje     | Eliteronde: tweede groep 72 | Kampioen (2007, 2008, 2017)                     |
| Tsjechië   | Eliteronde: tweede groep 82 | Tweede (2006)                                   |

1 Het gastland hoeft geen kwalificatiewedstrijden te spelen, het is automatisch gekwalificeerd.

2 Niet alle landen die tweede eindigen zullen zich kwalificeren. De beste 7 landen kwalificeren zich.

## Speelsteden
| Larnaca                              | Larnaca                                            | Larnaca                                        |
| ------------------------------------ | -------------------------------------------------- | ---------------------------------------------- |
| Ammochostosstadion Capaciteit: 5.500 | AEK Arena – Georgios Karapatakis Capaciteit: 7.303 | Antonis Papadopoulosstadion Capaciteit: 10.320 |
|                                      |                                                    |                                                |
| · Limasol Achna Paralimni Larnaca    |                                                    |                                                |
| Achna                                | Limasol                                            | Paralimni                                      |
| Dasakistadion Capaciteit: 5.422      | Alphamegastadion Capaciteit: 11.000                | Paralimnistadion Capaciteit: 5.800             |
|                                      |                                                    |                                                |

## Groepsfase
Beslissingscriteria
Als in de groepsfase landen gelijk eindigen in punten dan worden de volgende Beslissingscriteria gebruikt om te bepalen welk(e) land(en) zich kwalificeren voor de kwartfinale:
1. Hoogste aantal punten verkregen bij de onderlinge wedstrijden tussen de teams;
2. Doelsaldo verkregen bij de onderlinge wedstrijden tussen de gelijk eindigende teams;
3. Hoogste aantal gescoorde doelpunten verkregen bij de onderlinge wedstrijden tussen de teams;
4. Mochten er, na het toepassen van criteria 1 t/m 3, nog steeds twee teams gelijk eindigen, dan moeten criteria 1 t/m 3 opnieuw worden toegepast tussen deze twee teams. Staan deze teams dan nog steeds gelijk, dan wordt de positie bepaald door criteria 5 t/m 9;
5. Doelsaldo verkregen bij alle wedstrijden in de groep;
6. Hoogste aantal gescoorde doelpunten verkregen bij alle wedstrijden in de groep;
7. Mochten er twee teams in de laatste groepswedstrijd tegen elkaar spelen, de wedstrijd in een gelijkspel eindigen en de teams gelijk staan volgens criteria 1 t/m 6, dan spelen deze twee teams een strafschoppenserie om hun positie te bepalen. Dit geldt niet als er nog een ander team in dezelfde groep gelijk staat met deze twee teams of als de eindstand niet relevant is voor kwalificatie voor de kwartfinale;
8. Fair-Playklassement van het toernooi (rode kaart is 3 punten, een gele kaart is 1 punt, een rode kaart als gevolg van twee gele kaarten in een wedstrijd is 3 punten.
9. Positie op de UEFA-coëfficiëntenranglijst;
10. Loting.

### Groep A
| Pos | Team     | Wed | W | G | V | Ptn | DV | DT | +/− | Kwalificatie  |
| --- | -------- | --- | - | - | - | --- | -- | -- | --- | ------------- |
| 1   | Tsjechië | 3   | 3 | 0 | 0 | 9   | 12 | 4  | +8  | Knock-outfase |
| 2   | Servië   | 3   | 2 | 0 | 1 | 6   | 7  | 5  | +2  | Knock-outfase |
| 3   | Oekraïne | 3   | 1 | 0 | 2 | 3   | 3  | 4  | −1  |               |
| 4   | Cyprus   | 3   | 0 | 0 | 3 | 0   | 1  | 10 | −9  |               |

|                           |            |         |          |                                                                                              |
| 20 mei 2024 18:00 (UTC+3) | Servië     | 1 – 0   | Oekraïne | Paralimnistadion, Paralimni Toeschouwers: 296 Scheidsrechter: Jakob Alexander Sundberg (DEN) |
| 20 mei 2024 18:00 (UTC+3) | Makević 2' | Verslag |          | Paralimnistadion, Paralimni Toeschouwers: 296 Scheidsrechter: Jakob Alexander Sundberg (DEN) |

|                           |        |         |                                                                    | |
| 20 mei 2024 20:30 (UTC+3) | Cyprus | 0 – 5   | Tsjechië                                                           | AEK Arena – Georgios Karapatakis, Larnaca Toeschouwers: 5.435 Scheidsrechter: Pierre Gaillouste (FRA) |
| 20 mei 2024 20:30 (UTC+3) |        | Verslag | 26' Kolářík 28' (pen.) Naskos 40' Nechvátal 81' Penxa 90+3' Kvaček | AEK Arena – Georgios Karapatakis, Larnaca Toeschouwers: 5.435 Scheidsrechter: Pierre Gaillouste (FRA) |

|                           |                      |         |                                  |                                                                                       |
| 23 mei 2024 18:00 (UTC+3) | Oekraïne             | 1 – 3   | Tsjechië                         | Paralimnistadion, Paralimni Toeschouwers: 315 Scheidsrechter: Mohammad Al-Emara (FIN) |
| 23 mei 2024 18:00 (UTC+3) | Dihtyar 90+5' (pen.) | Verslag | 12' (pen.) Moudrý 61', 88' Penxa | Paralimnistadion, Paralimni Toeschouwers: 315 Scheidsrechter: Mohammad Al-Emara (FIN) |

|                           |             |         |                                           |                                                                                             |
| 23 mei 2024 20:30 (UTC+3) | Cyprus      | 1 – 3   | Servië                                    | Antonis Papadopoulosstadion, Larnaca Toeschouwers: 1.866 Scheidsrechter: David Fuxman (ISR) |
| 23 mei 2024 20:30 (UTC+3) | Ioannou 34' | Verslag | 45+3' Cvetković 53' Stojanović 63' Kostov | Antonis Papadopoulosstadion, Larnaca Toeschouwers: 1.866 Scheidsrechter: David Fuxman (ISR) |

|                           |                          |         |        |                                                                                                 |
| 26 mei 2024 20:30 (UTC+3) | Oekraïne                 | 2 – 0   | Cyprus | AEK Arena – Georgios Karapatakis, Larnaca Toeschouwers: 1.445 Scheidsrechter: Ante Čulina (CRO) |
| 26 mei 2024 20:30 (UTC+3) | Bohdanov 30', 48' (pen.) | Verslag |        | AEK Arena – Georgios Karapatakis, Larnaca Toeschouwers: 1.445 Scheidsrechter: Ante Čulina (CRO) |

|                           |                                                 |         |                                   |                                                                                     |
| 26 mei 2024 20:30 (UTC+3) | Tsjechië                                        | 4 – 3   | Servië                            | Ammochostosstadion, Larnaca Toeschouwers: 271 Scheidsrechter: Miguel Nogueira (POR) |
| 26 mei 2024 20:30 (UTC+3) | Kolářík 8' Belžík 64' (pen.), 89' Kolísek 90+3' | Verslag | 7' Kostov 21' Kostić 72'Cvetković | Ammochostosstadion, Larnaca Toeschouwers: 271 Scheidsrechter: Miguel Nogueira (POR) |

### Groep B
| Pos | Team       | Wed | W | G | V | Ptn | DV | DT | +/− | Kwalificatie  |
| --- | ---------- | --- | - | - | - | --- | -- | -- | --- | ------------- |
| 1   | Oostenrijk | 3   | 2 | 1 | 0 | 7   | 7  | 0  | +7  | Knock-outfase |
| 2   | Denemarken | 3   | 1 | 1 | 1 | 4   | 4  | 6  | −2  | Knock-outfase |
| 3   | Kroatië    | 3   | 0 | 3 | 0 | 3   | 3  | 3  | 0   |               |
| 4   | Wales      | 3   | 0 | 1 | 2 | 1   | 1  | 6  | −5  |               |

|                           |                          |         |       |                                                                                |
| 20 mei 2024 18:00 (UTC+3) | Denemarken               | 2 – 0   | Wales | Dasakistadion, Achna Toeschouwers: 269 Scheidsrechter: Menelaos Antoniou (CYP) |
| 20 mei 2024 18:00 (UTC+3) | Obi 45+2' Johannesen 48' | Verslag |       | Dasakistadion, Achna Toeschouwers: 269 Scheidsrechter: Menelaos Antoniou (CYP) |

|                           |         |       |            |                                                                                         |
| 20 mei 2024 20:30 (UTC+3) | Kroatië | 0 – 0 | Oostenrijk | Antonis Papadopoulosstadion, Larnaca Toeschouwers: 258 Scheidsrechter: Jan Petřík (CZE) |
| 20 mei 2024 20:30 (UTC+3) | Verslag |       |            | Antonis Papadopoulosstadion, Larnaca Toeschouwers: 258 Scheidsrechter: Jan Petřík (CZE) |

|                           |                           |         |                     |                                                                              |
| 23 mei 2024 18:00 (UTC+3) | Denemarken                | 2 – 2   | Kroatië             | Dasakistadion, Achna Toeschouwers: 354 Scheidsrechter: Jasper Vergoote (BEL) |
| 23 mei 2024 18:00 (UTC+3) | Abildgaard 36' Risnæs 60' | Verslag | 41' Čović 47' Mikić | Dasakistadion, Achna Toeschouwers: 354 Scheidsrechter: Jasper Vergoote (BEL) |

|                           |                                       |         |       |                                                                                        |
| 23 mei 2024 20:30 (UTC+3) | Oostenrijk                            | 3 – 0   | Wales | Ammochostosstadion, Larnaca Toeschouwers: 333 Scheidsrechter: Radoslav Gidzhenov (BUL) |
| 23 mei 2024 20:30 (UTC+3) | Hämmerle 30' Zabransky 51' Riegel 84' | Verslag |       | Ammochostosstadion, Larnaca Toeschouwers: 333 Scheidsrechter: Radoslav Gidzhenov (BUL) |

|                           |                                      |         |            |                                                                                   |
| 26 mei 2024 18:00 (UTC+3) | Oostenrijk                           | 4 – 0   | Denemarken | Paralimnistadion, Paralimni Toeschouwers: 349 Scheidsrechter: Antoni Bandić (BIH) |
| 26 mei 2024 18:00 (UTC+3) | Moizi 11', 29' Adejenughure 50', 52' | Verslag |            | Paralimnistadion, Paralimni Toeschouwers: 349 Scheidsrechter: Antoni Bandić (BIH) |

|                           |           |         |            |                                                                                |
| 26 mei 2024 18:00 (UTC+3) | Wales     | 1 – 1   | Kroatië    | Dasakistadion, Achna Toeschouwers: 229 Scheidsrechter: Pierre Gaillouste (FRA) |
| 26 mei 2024 18:00 (UTC+3) | Allen 32' | Verslag | 24' Durdov | Dasakistadion, Achna Toeschouwers: 229 Scheidsrechter: Pierre Gaillouste (FRA) |

### Groep C
| Pos | Team      | Wed | W | G | V | Ptn | DV | DT | +/− | Kwalificatie  |
| --- | --------- | --- | - | - | - | --- | -- | -- | --- | ------------- |
| 1   | Italië    | 3   | 3 | 0 | 0 | 9   | 6  | 1  | +5  | Knock-outfase |
| 2   | Polen     | 3   | 1 | 1 | 1 | 4   | 6  | 4  | +2  | Knock-outfase |
| 3   | Zweden    | 3   | 0 | 2 | 1 | 2   | 3  | 4  | −1  |               |
| 4   | Slowakije | 3   | 0 | 1 | 2 | 1   | 0  | 6  | −6  |               |

|                           |           |       |        |                                                                                 |
| 21 mei 2024 18:00 (UTC+3) | Slowakije | 0 – 0 | Zweden | Paralimnistadion, Paralimni Toeschouwers: 303 Scheidsrechter: Ante Čulina (CRO) |
| 21 mei 2024 18:00 (UTC+3) | Verslag   |       |        | Paralimnistadion, Paralimni Toeschouwers: 303 Scheidsrechter: Ante Čulina (CRO) |

|                           |                        |         |       |                                                                                                   |
| 21 mei 2024 20:30 (UTC+3) | Italië                 | 2 – 0   | Polen | AEK Arena – Georgios Karapatakis, Larnaca Toeschouwers: 350 Scheidsrechter: Miguel Nogueira (POR) |
| 21 mei 2024 20:30 (UTC+3) | Mosconi 5' Coletta 72' | Verslag |       | AEK Arena – Georgios Karapatakis, Larnaca Toeschouwers: 350 Scheidsrechter: Miguel Nogueira (POR) |

|                           |                          |         |           |                                                                         |
| 24 mei 2024 18:00 (UTC+3) | Italië                   | 2 – 0   | Slowakije | Dasakistadion, Achna Toeschouwers: 316 Scheidsrechter: Jan Petřík (CZE) |
| 24 mei 2024 18:00 (UTC+3) | Camarda 30' Liberali 38' | Verslag |           | Dasakistadion, Achna Toeschouwers: 316 Scheidsrechter: Jan Petřík (CZE) |

|                           |                         |         |                           | |
| 24 mei 2024 18:00 (UTC+3) | Zweden                  | 2 – 2   | Polen                     | AEK Arena – Georgios Karapatakis, Larnaca Toeschouwers: 337 Scheidsrechter: Pierre Gaillouste (FRA) |
| 24 mei 2024 18:00 (UTC+3) | Antwi 14' Bozicevic 55' | Verslag | 24' Adkonis 67' Izunwanne | AEK Arena – Georgios Karapatakis, Larnaca Toeschouwers: 337 Scheidsrechter: Pierre Gaillouste (FRA) |

|                           |               |         |                      |                                                                                     |
| 27 mei 2024 18:00 (UTC+3) | Zweden        | 1 – 2   | Italië               | Paralimnistadion, Paralimni Toeschouwers: 355 Scheidsrechter: Nenad Minaković (SRB) |
| 27 mei 2024 18:00 (UTC+3) | Bozicevic 57' | Verslag | 75' Cama 80' Camarda | Paralimnistadion, Paralimni Toeschouwers: 355 Scheidsrechter: Nenad Minaković (SRB) |

|                           |                                                 |         |           |                                                                           |
| 27 mei 2024 18:00 (UTC+3) | Polen                                           | 4 – 0   | Slowakije | Dasakistadion, Achna Toeschouwers: 302 Scheidsrechter: David Fuxman (ISR) |
| 27 mei 2024 18:00 (UTC+3) | Izunwanne 11', 45' Pietuszewski 30' Gieroba 68' | Verslag |           | Dasakistadion, Achna Toeschouwers: 302 Scheidsrechter: David Fuxman (ISR) |

### Groep D
| Pos | Team      | Wed | W | G | V | Ptn | DV | DT | +/− | Kwalificatie  |
| --- | --------- | --- | - | - | - | --- | -- | -- | --- | ------------- |
| 1   | Portugal  | 3   | 2 | 0 | 1 | 6   | 7  | 4  | +3  | Knock-outfase |
| 2   | Engeland  | 3   | 2 | 0 | 1 | 6   | 8  | 5  | +3  | Knock-outfase |
| 3   | Frankrijk | 3   | 2 | 0 | 1 | 6   | 3  | 5  | −2  |               |
| 4   | Spanje    | 3   | 0 | 0 | 3 | 0   | 2  | 6  | −4  |               |

1. 1 2 3  Onderling resultaat punten: Portugal 3, Engeland 3, Frankrijk 3. Onderling resultaat doelsaldo: Portugal +2, Engeland +1, Frankrijk −3.

|                           |           |         |                     |                                                                              |
| 21 mei 2024 18:00 (UTC+3) | Spanje    | 1 – 2   | Portugal            | Dasakistadion, Achna Toeschouwers: 446 Scheidsrechter: Nenad Minaković (SRB) |
| 21 mei 2024 18:00 (UTC+3) | Yañez 20' | Verslag | 25' Varela 33' Mora | Dasakistadion, Achna Toeschouwers: 446 Scheidsrechter: Nenad Minaković (SRB) |

|                           |           |         |                                      |                                                                                     |
| 21 mei 2024 20:30 (UTC+3) | Frankrijk | 0 – 4   | Engeland                             | Ammochostosstadion, Larnaca Toeschouwers: 1.254 Scheidsrechter: Antoni Bandić (BIH) |
| 21 mei 2024 20:30 (UTC+3) |           | Verslag | 2', 39' Moore 34' Dipepa 51' Nwaneri | Ammochostosstadion, Larnaca Toeschouwers: 1.254 Scheidsrechter: Antoni Bandić (BIH) |

|                           |            |         |        | |
| 24 mei 2024 20:30 (UTC+3) | Frankrijk  | 1 – 0   | Spanje | Antonis Papadopoulosstadion, Larnaca Toeschouwers: 631 Scheidsrechter: Jakob Alexander Sundberg (DEN) |
| 24 mei 2024 20:30 (UTC+3) | Molebe 86' | Verslag |        | Antonis Papadopoulosstadion, Larnaca Toeschouwers: 631 Scheidsrechter: Jakob Alexander Sundberg (DEN) |

|                           |                                       |         |           |                                                                                         |
| 24 mei 2024 20:30 (UTC+3) | Portugal                              | 4 – 1   | Engeland  | Ammochostosstadion, Larnaca Toeschouwers: 1.184 Scheidsrechter: Menelaos Antoniou (CYP) |
| 24 mei 2024 20:30 (UTC+3) | Mora 34', 48' G. Silva 64' Patrão 68' | Verslag | 43' Moore | Ammochostosstadion, Larnaca Toeschouwers: 1.184 Scheidsrechter: Menelaos Antoniou (CYP) |

|                           |            |         |                        |                                                                                        |
| 27 mei 2024 20:30 (UTC+3) | Portugal   | 1 – 2   | Frankrijk              | Ammochostosstadion, Larnaca Toeschouwers: 496 Scheidsrechter: Radoslav Gidzhenov (BUL) |
| 27 mei 2024 20:30 (UTC+3) | Patrão 38' | Verslag | 36' Sternal 81' Molebe | Ammochostosstadion, Larnaca Toeschouwers: 496 Scheidsrechter: Radoslav Gidzhenov (BUL) |

|                           |                                 |         |             |                                                                                                |
| 27 mei 2024 20:30 (UTC+3) | Engeland                        | 3 – 1   | Spanje      | Antonis Papadopoulosstadion, Larnaca Toeschouwers: 1.136 Scheidsrechter: Jasper Vergoote (BEL) |
| 27 mei 2024 20:30 (UTC+3) | Mheuka 6' Moore 73' Nwaneri 85' | Verslag | 23' Arnucio | Antonis Papadopoulosstadion, Larnaca Toeschouwers: 1.136 Scheidsrechter: Jasper Vergoote (BEL) |

## Knock-outfase

### Bracket
|  | Kwartfinale      | Kwartfinale      |                  |       | Halve finale | Halve finale |  |  | Finale | Finale |
|  |                  |                  |                  |       |              |              |  |  |        |        |
|  | 29 mei – Larnaca |                  |                  |       |              |              |  |  |        |        |
|  |                  |                  |                  |       |              |              |  |  |        |        |
|  | Tsjechië         | 1 (3)            |                  |       |              |              |  |  |        |        |
|  | Tsjechië         | 1 (3)            | 2 juni – Larnaca |       |              |              |  |  |        |        |
|  | Denemarken       | 1 (5)            |                  |       |              |              |  |  |        |        |
|  | Denemarken       | 1 (5)            | Denemarken       | 0     |              |              |  |  |        |        |
|  | 30 mei – Larnaca |                  | Denemarken       | 0     |              |              |  |  |        |        |
|  |                  | Italië           | 1                |       |              |              |  |  |        |        |
|  | Italië           | Italië           | 1                | 1 (5) |              |              |  |  |        |        |
|  | Italië           |                  | 5 juni – Limasol | 1 (5) |              |              |  |  |        |        |
|  | Engeland         | 1 (4)            |                  |       |              |              |  |  |        |        |
|  | Engeland         | 1 (4)            | Italië           | 3     |              |              |  |  |        |        |
|  | 29 mei – Larnaca |                  | Italië           | 3     |              |              |  |  |        |        |
|  |                  | Portugal         | 0                |       |              |              |  |  |        |        |
|  | Oostenrijk       | Portugal         | 0                | 2     |              |              |  |  |        |        |
|  | Oostenrijk       | 2 juni – Larnaca |                  | 2     |              |              |  |  |        |        |
|  | Servië           | 3                |                  |       |              |              |  |  |        |        |
|  | Servië           | 3                | Servië           | 2     |              |              |  |  |        |        |
|  | 30 mei – Larnaca |                  | Servië           | 2     |              |              |  |  |        |        |
|  |                  | Portugal         | 3                |       |              |              |  |  |        |        |
|  | Portugal         | Portugal         | 3                | 2     |              |              |  |  |        |        |
|  | Portugal         |                  |                  | 2     |              |              |  |  |        |        |
|  | Polen            | 1                |                  |       |              |              |  |  |        |        |
|  | Polen            | 1                |                  |       |              |              |  |  |        |        |

### Kwartfinale
|                           |                                 |         |                                    |                                                                                   |
| 29 mei 2024 17:30 (UTC+3) | Tsjechië                        | 1 – 1   | Denemarken                         | Ammochostosstadion, Larnaca Toeschouwers: 298 Scheidsrechter: Antoni Bandić (BIH) |
| 29 mei 2024 17:30 (UTC+3) | Penxa 71'                       | Verslag | 82' Obi                            | Ammochostosstadion, Larnaca Toeschouwers: 298 Scheidsrechter: Antoni Bandić (BIH) |
| 29 mei 2024 17:30 (UTC+3) | Strafschoppen                   |         |                                    | Ammochostosstadion, Larnaca Toeschouwers: 298 Scheidsrechter: Antoni Bandić (BIH) |
| 29 mei 2024 17:30 (UTC+3) | Marek Naskos Sosna Moudrý Penxa | 3–5     | Markmann Hyseni Obi Andersen Højer | Ammochostosstadion, Larnaca Toeschouwers: 298 Scheidsrechter: Antoni Bandić (BIH) |

|                           |                      |         |                                  | |
| 29 mei 2024 20:00 (UTC+3) | Oostenrijk           | 2 – 3   | Servië                           | AEK Arena – Georgios Karapatakis, Larnaca Toeschouwers: 312 Scheidsrechter: Jakob Alexander Sundberg (DEN) |
| 29 mei 2024 20:00 (UTC+3) | Adejenughure 1', 79' | Verslag | 4', 45+1' Ranković 55' Cvetković | AEK Arena – Georgios Karapatakis, Larnaca Toeschouwers: 312 Scheidsrechter: Jakob Alexander Sundberg (DEN) |

|                           |                         |         |               |                                                                                              |
| 30 mei 2024 18:00 (UTC+3) | Portugal                | 2 – 1   | Polen         | Antonis Papadopoulosstadion, Larnaca Toeschouwers: 504 Scheidsrechter: Jasper Vergoote (BEL) |
| 30 mei 2024 18:00 (UTC+3) | Felicíssimo 5' Mora 59' | Verslag | 34' Izunwanne | Antonis Papadopoulosstadion, Larnaca Toeschouwers: 504 Scheidsrechter: Jasper Vergoote (BEL) |

|                           |                                            |         |                                     | |
| 30 mei 2024 20:30 (UTC+3) | Italië                                     | 1 – 1   | Engeland                            | AEK Arena – Georgios Karapatakis, Larnaca Toeschouwers: 1.619 Scheidsrechter: Nenad Minaković (SRB) |
| 30 mei 2024 20:30 (UTC+3) | Liberali 29'                               | Verslag | 16' Nwaneri                         | AEK Arena – Georgios Karapatakis, Larnaca Toeschouwers: 1.619 Scheidsrechter: Nenad Minaković (SRB) |
| 30 mei 2024 20:30 (UTC+3) | Strafschoppen                              |         |                                     | AEK Arena – Georgios Karapatakis, Larnaca Toeschouwers: 1.619 Scheidsrechter: Nenad Minaković (SRB) |
| 30 mei 2024 20:30 (UTC+3) | Lauricella Natali Orlandi Liberali Camarda | 5–4     | Moore Harrison Amass Nwaneri Dipepa | AEK Arena – Georgios Karapatakis, Larnaca Toeschouwers: 1.619 Scheidsrechter: Nenad Minaković (SRB) |

### Halve finale
|                           |                                      |         |                                      |                                                                                                  |
| 2 juni 2024 18:00 (UTC+3) | Servië                               | 2 – 3   | Portugal                             | AEK Arena – Georgios Karapatakis, Larnaca Toeschouwers: 1.154 Scheidsrechter: David Fuxman (ISR) |
| 2 juni 2024 18:00 (UTC+3) | Cvetković 22' Felicíssimo 37' (e.d.) | Verslag | 60' G. Silva 89' Mora 90+5' Trovisco | AEK Arena – Georgios Karapatakis, Larnaca Toeschouwers: 1.154 Scheidsrechter: David Fuxman (ISR) |

|                           |            |         |             |                                                                                            |
| 2 juni 2024 20:30 (UTC+3) | Denemarken | 0 – 1   | Italië      | Antonis Papadopoulosstadion, Larnaca Toeschouwers: 840 Scheidsrechter: Antoni Bandić (BIH) |
| 2 juni 2024 20:30 (UTC+3) |            | Verslag | 30' Coletta | Antonis Papadopoulosstadion, Larnaca Toeschouwers: 840 Scheidsrechter: Antoni Bandić (BIH) |

### Finale
|                           |                             |         |          |                                                                                        |
| 5 juni 2024 20:30 (UTC+3) | Italië                      | 3 – 0   | Portugal | Alphamegastadion, Limasol Toeschouwers: 7.120 Scheidsrechter: Radoslav Gidzhenov (BUL) |
| 5 juni 2024 20:30 (UTC+3) | Coletta 7' Camarda 16', 50' | Verslag |          | Alphamegastadion, Limasol Toeschouwers: 7.120 Scheidsrechter: Radoslav Gidzhenov (BUL) |